# Cidade de As Burgas Fútbol Sala
El Cidade de As Burgas FS es un equipo español de fútbol sala femenino situado en Orense (Galicia) España. Fue fundado en 2007 y actualmente juega en la Primera División de la Liga Nacional de Fútbol Sala Femenino.

## Historia

### Fundación
El equipo se funda en septiembre de 2007 tras la cesión del anterior club, Cidade de Ourense FS, a otro de la ciudad y quedando así, varias niñas sin equipo donde poder jugar, con esa situación, son los padres de las propias jugadoras las que tienen la iniciativa de crear el Cidade de As Burgas FS y empezar de cero, y de esta forma en la temporada 2007/08, empieza su andadura en la liga gallega.
La intención inmediata del nuevo club era poder competir en la Liga Autonómica y poder conseguir el ascenso a División de Honor y crear escuelas de fútbol sala base para el fomento del deporte y a su vez, poder tener equipos en las distintas categorías tanto femenino como masculinos.

### Primera división
En la temporada 2008/09 se consigue el esperado ascenso a División de Plata, y después de 2 temporadas en  la 2ª División, se consigue el deseado ascenso a División de Honor y desde entonces, el equipo sigue en la máxima categoría.

## Uniforme
- Uniforme titular: Camiseta de color verde con dos líneas blancas verticales, pantalón verde y medias verdes.
- Uniforme alternativo: Camiseta de color rojo, pantalón negro y medias rojas.

## Pabellón
El equipo juega en el Pabellón de Los Remedios, situado en la Av Pardo de Cela, 2 de la ciudad de Orense.

## Datos del club
- Temporadas en Primera División: 7.
- Mejor puesto en la liga: 2ª.
- Peor puesto en la liga: 16.ª.
- Mayor goleada conseguida:
  - En campeonatos nacionales:
    - En casa

Cidade de As Burgas 9 - 2 Xaloc Alicante (3 de abril de 2021)
- Fuera

Elche 2 - 10 Cidade de As Burgas (30 de abril de 2016)
- Mayor goleada recibida:
  - En campeonatos nacionales:
    - En casa

Cidade de As Burgas 1 - 8 Valladolid FSF (6 de octubre de 2010)
Cidade de As Burgas 0 - 7 Burela FS (15 de febrero de 2014)
Cidade de As Burgas 0 - 7 Jimbee Roldán (7 de noviembre de 2017)
- Fuera

Universidad Alicante 10 - 0 Cidade de As Burgas (21 de abril de 2018)
- Máxima goleadora en primera:

Iria Saeta, 187
Vane Sotelo, 118
Sonia Pacios, 76

## Palmarés

### Títulos nacionales
| Competición                     | Títulos | Subcampeonatos |
| ------------------------------- | ------- | -------------- |
| Primera División Nacional (0/1) |         | 2014/15        |

## Jugadores y cuerpo técnico

### Plantilla y cuerpo técnico (2020-21)
| Dorsal | Jugador          | Posición  | Edad    | Procedencia    |
| ------ | ---------------- | --------- | ------- | -------------- |
| 1      | Iria             | Portera   | 25 años | cantera Cidade |
| 4      | Ana Lastra       | Portera   | 29 años | cantera Cidade |
| 7      | Clara Fernández  | Cierre    | 24 años | cantera Cidade |
| 8      | Sol Pedrera      | Pívot     | 19 años | cantera Cidade |
| 9      | Sonia Pacios     | Universal | 47 años |                |
| 10     | Amelia Cobelas   | Pívot     | 23 años | cantera Cidade |
| 11     | Nahir Oliveira   | Cierre    | 29 años | cantera Cidade |
| 12     | Fara Antolín     | Cierre    | 19 años | cantera Cidade |
| 13     | África Pazos     | Portera   | 19 años | cantera Cidade |
| 15     | Lucía Nespereira | Cierre    | 38 años |                |
| 17     | María            | Ala       | 21 años | cantera Cidade |
| 19     | Aroa Oliveira    | Ala       | 22 años | cantera Cidade |
| 21     | Canolich         | Pívot     | 22 años | cantera Cidade |

### Jugadoras internacionales que jugaron en el club
- Lucía Nespereira
- Ana Lastra
- Iria Saeta
- Vane Sotelo

## Otras secciones y filiales
En la actualidad, además del equipo femenino de 1ª División, el cidade cuenta con los siguientes equipos y categorías: un equipo senior femenino en liga gallega; un equipo senior femenino en liga provincial; un equipo senior masculino en liga provincial; un equipo senior masculino en liga local; un equipo infantil en liga gallega; equipo alevín en liga provincial; un equipo benjamín en liga provincial y un equipo prebenjamín en liga provincial.